# Pherne placearia
Pherne placearia là một loài bướm đêm trong họ Geometridae.